# Primera División (Mexiko) 2002/03
Die Saison 2002/03 der mexikanischen Primera División erfuhr in der Winterpause insofern eine Änderung, als Mannschaft und Lizenz von Atlético Celaya von einem Unternehmer aus dem Bundesstaat Morelos erworben und in dessen Hauptstadt Cuernavaca verpflanzt wurden, wo sie in der Rückrunde unter der Bezeichnung Colibries beheimatet war. Obwohl die Bilanz beider Vereine einen beachtlichen 15. Platz in der Gesamtsaisontabelle ergab, belegte die Mannschaft in der Dreijahreswertung den letzten Rang und verabschiedete sich daher zum Saisonende aus der ersten Liga. Sie wurde in der kommenden Saison durch den CD Irapuato ersetzt.
Meister der Apertura 2002 wurde der Deportivo Toluca FC, die punktbeste Mannschaft der gesamten Saison. Meister der Clausura 2003 wurde der CF Monterrey, der in der Gesamttabelle der Saison den achten Platz belegt hatte. Am 16. November 2003 standen die beiden Mannschaften sich im Supercup-Finale gegenüber, das Toluca im Aztekenstadion von Mexiko-Stadt mit 4:2 im Elfmeterschießen gewann. Es war das bisher letzte Mal, dass der Supercup in nur einem Spiel ausgetragen wurde.
Insgesamt gab es 380 Punktspiele, 28 Spiele in der Liguilla und zwei Spiele in der Repechaje.
Die meisten Spiele (50) absolvierte die Mannschaft von Monarcas Morelia, die die Finalspiele beider Turniere erreicht hatte, aber sowohl gegen Toluca (1:0 und 1:4) als auch gegen Monterrey (1:3 und 0:0) unterlag.

## Höchste Ergebnisse
Das torreichste Spiel der Saison fand am 27. Oktober 2002 zwischen San Luis und UNAM Pumas (6:3) statt. Die höchsten Heimsiege der Saison waren ein 7:1 (Pumas vs Chivas am 19. Oktober 2002) sowie ein dreimal erzieltes 6:0 (Atlas vs Pumas am 31. August 2002, Toluca vs Tecos am 19. Oktober 2002 und Morelia vs Necaxa am 2. November 2002).
Die höchsten Auswärtssiege waren ein 6:1 von Morelia in Puebla am 16. Februar 2003 sowie ein 5:0 von América bei den Tecos am 11. Mai 2003.

## Tabellen

### Gesamtsaisontabelle 2002/03
| Pl. | Verein              | Sp. | S  | U  | N  | Tore    | Diff. | Punkte |
| --- | ------------------- | --- | -- | -- | -- | ------- | ----- | ------ |
| 1.  | Deportivo Toluca    | 38  | 22 | 8  | 8  | 095:550 | +40   | 74     |
| 2.  | Club América        | 38  | 21 | 9  | 8  | 063:340 | +29   | 72     |
| 3.  | Monarcas Morelia    | 38  | 19 | 10 | 9  | 069:430 | +26   | 67     |
| 4.  | CF Atlante          | 38  | 16 | 11 | 11 | 070:590 | +11   | 59     |
| 5.  | Chivas Guadalajara  | 38  | 14 | 16 | 8  | 060:530 | +7    | 58     |
| 6.  | UANL Tigres         | 38  | 16 | 9  | 13 | 057:550 | +2    | 57     |
| 7.  | Santos Laguna       | 38  | 16 | 8  | 14 | 060:520 | +8    | 56     |
| 8.  | CF Monterrey        | 38  | 14 | 14 | 10 | 049:420 | +7    | 56     |
| 9.  | CF Atlas            | 38  | 15 | 9  | 14 | 057:510 | +6    | 54     |
| 10. | UNAM Pumas          | 38  | 14 | 11 | 13 | 064:700 | −6    | 53     |
| 11. | Cruz Azul           | 38  | 12 | 16 | 10 | 054:500 | +4    | 52     |
| 12. | CD Veracruz         | 38  | 13 | 11 | 14 | 053:580 | −5    | 50     |
| 13. | Necaxa              | 38  | 14 | 7  | 17 | 053:560 | −3    | 49     |
| 14. | San Luis FC         | 38  | 11 | 11 | 16 | 056:660 | −10   | 44     |
| 15. | Celaya / Colibries  | 38  | 11 | 11 | 16 | 048:590 | −11   | 44     |
| 16. | Querétaro FC        | 38  | 9  | 13 | 16 | 041:570 | −16   | 40     |
| 17. | Puebla FC           | 38  | 10 | 8  | 20 | 038:600 | −22   | 38     |
| 18. | UAG Tecos           | 38  | 9  | 9  | 20 | 041:660 | −25   | 36     |
| 19. | CF Pachuca          | 38  | 6  | 18 | 14 | 042:580 | −16   | 36     |
| 20. | Jaguares de Chiapas | 38  | 8  | 11 | 19 | 034:600 | −26   | 35     |

### Kreuztabelle 2002/03
Die Kreuztabelle stellt die Ergebnisse aller Spiele dieser Saison dar. Der Name der Heimmannschaft ist in der linken Spalte, das Logo bzw. ein Kürzel der Gastmannschaft in der oberen Zeile aufgelistet.
| 2002/03              | Deportivo Toluca | AME | Monarcas Morelia | CF Atlante | Deportivo Guadalajara | UANL Tigres | Santos Laguna | CF Monterrey | CF Atlas | UNAM Pumas | CD Cruz Azul | CD Veracruz | Necaxa | Club San Luis | CL1 | Querétaro Fútbol Club | Puebla FC | UAG Tecos | CF Pachuca | JAG |
| -------------------- | ---------------- | --- | ---------------- | ---------- | --------------------- | ----------- | ------------- | ------------ | -------- | ---------- | ------------ | ----------- | ------ | ------------- | --- | --------------------- | --------- | --------- | ---------- | --- |
| Deportivo Toluca     |                  | 3:0 | 4:1              | 2:3        | 3:2                   | 3:1         | 4:3           | 3:1          | 1:0      | 5:1        | 1:3          | 1:1         | 3:0    | 3:1           | 4:1 | 4:0                   | 5:0       | 6:0       | 5:1        | 5:1 |
| Club América         | 1:2              |     | 1:1              | 1:0        | 1:1                   | 0:1         | 0:1           | 1:1          | 4:4      | 1:1        | 1:3          | 5:1         | 2:1    | 2:1           | 2:0 | 3:1                   | 0:1       | 2:1       | 3:0        | 0:0 |
| Monarcas Morelia     | 1:1              | 1:2 |                  | 0:0        | 1:1                   | 2:0         | 4:0           | 2:0          | 2:0      | 2:2        | 1:1          | 2:1         | 6:0    | 3:2           | 3:1 | 2:1                   | 2:0       | 1:0       | 1:1        | 2:0 |
| CF Atlante           | 2:3              | 1:4 | 2:1              |            | 0:0                   | 2:2         | 3:1           | 1:1          | 2:4      | 3:1        | 2:0          | 4:1         | 4:1    | 3:1           | 4:2 | 2:1                   | 3:1       | 3:2       | 2:1        | 5:1 |
| Chivas Guadalajara   | 3:3              | 0:1 | 1:0              | 2:3        |                       | 4:0         | 1:0           | 1:1          | 1:3      | 1:1        | 1:1          | 2:1         | 0:0    | 1:1           | 3:2 | 2:4                   | 2:1       | 3:2       | 3:1        | 2:0 |
| UANL Tigres          | 2:2              | 0:1 | 2:1              | 2:1        | 1:0                   |             | 2:2           | 2:1          | 0:0      | 2:2        | 0:1          | 1:1         | 3:2    | 0:4           | 6:1 | 4:1                   | 1:0       | 1:0       | 1:1        | 3:0 |
| Santos Laguna        | 5:2              | 0:1 | 2:2              | 1:0        | 4:2                   | 3:1         |               | 1:2          | 3:0      | 4:1        | 1:3          | 4:2         | 3:2    | 2:0           | 2:0 | 0:0                   | 1:1       | 3:1       | 2:0        | 1:2 |
| CF Monterrey         | 3:1              | 0:0 | 4:2              | 2:0        | 0:2                   | 1:1         | 0:0           |              | 2:2      | 1:2        | 1:1          | 2:1         | 2:1    | 3:1           | 1:0 | 2:0                   | 0:0       | 3:0       | 3:2        | 0:1 |
| CF Atlas             | 1:1              | 3:2 | 1:0              | 2:1        | 1:2                   | 1:0         | 1:2           | 1:2          |          | 6:0        | 3:2          | 3:0         | 0:1    | 1:1           | 0:0 | 2:5                   | 2:0       | 2:0       | 1:0        | 1:0 |
| UNAM Pumas           | 1:4              | 1:3 | 0:1              | 4:1        | 7:1                   | 3:2         | 1:0           | 2:3          | 2:1      |            | 2:2          | 2:1         | 4:4    | 2:2           | 1:3 | 1:1                   | 1:0       | 2:1       | 1:1        | 3:1 |
| Cruz Azul            | 1:1              | 1:1 | 1:3              | 1:3        | 3:3                   | 1:3         | 2:2           | 0:0          | 1:1      | 2:0        |              | 5:1         | 2:1    | 0:1           | 1:1 | 1:1                   | 4:0       | 1:2       | 3:2        | 0:1 |
| CD Veracruz          | 1:0              | 0:2 | 3:4              | 2:2        | 0:2                   | 4:1         | 1:0           | 1:1          | 3:0      | 0:0        | 2:0          |             | 0:2    | 3:1           | 1:0 | 1:1                   | 2:2       | 2:1       | 1:1        | 3:0 |
| Necaxa               | 3:0              | 0:2 | 3:0              | 3:0        | 2:2                   | 1:2         | 0:1           | 2:1          | 2:3      | 1:0        | 4:0          | 0:0         |        | 3:2           | 0:2 | 1:0                   | 2:0       | 1:1       | 0:2        | 3:1 |
| San Luis FC          | 2:3              | 0:4 | 2:4              | 2:2        | 0:2                   | 2:0         | 1:1           | 3:0          | 1:0      | 6:3        | 2:2          | 0:3         | 1:0    |               | 1:1 | 1:1                   | 1:0       | 0:0       | 2:4        | 0:1 |
| Celaya / Colibries 1 | 2:2              | 0:1 | 1:1              | 1:1        | 1:1                   | 2:0         | 2:3           | 1:0          | 2:1      | 0:1        | 0:0          | 1:1         | 2:2    | 2:4           |     | 2:0                   | 0:3       | 3:0       | 2:3        | 2:2 |
| Querétaro FC         | 0:2              | 1:1 | 1:0              | 1:0        | 0:2                   | 0:2         | 1:0           | 1:1          | 2:2      | 0:0        | 0:1          | 3:2         | 1:3    | 1:1           | 1:2 |                       | 1:3       | 2:0       | 2:1        | 3:3 |
| Puebla FC            | 3:1              | 0:1 | 1:6              | 1:1        | 1:1                   | 2:1         | 3:1           | 2:1          | 2:1      | 0:1        | 1:2          | 0:1         | 1:0    | 0:1           | 0:1 | 0:2                   |           | 2:2       | 1:1        | 3:2 |
| Tecos de la UAG      | 3:0              | 0:5 | 0:2              | 2:2        | 1:1                   | 1:3         | 2:1           | 0:0          | 1:0      | 4:3        | 0:0          | 1:2         | 1:2    | 1:2           | 3:2 | 0:0                   | 3:2       |           | 1:1        | 2:0 |
| CF Pachuca           | 0:1              | 2:1 | 0:0              | 1:1        | 1:1                   | 1:1         | 0:0           | 1:3          | 1:1      | 0:3        | 0:0          | 1:1         | 2:0    | 2:2           | 0:2 | 3:1                   | 1:1       | 0:2       |            | 3:3 |
| Jaguares de Chiapas  | 1:1              | 0:1 | 1:2              | 1:1        | 1:1                   | 1:3         | 2:0           | 0:0          | 0:2      | 0:2        | 1:2          | 1:2         | 0:0    | 3:1           | 0:1 | 0:0                   | 2:0       | 1:0       | 0:0        |     |

1 Nach der Apertura 2002, der Hinrunde der Saison 2002/03, wurde die Mannschaft von Atlético Celaya nach Morelos transferiert und spielte dort in der Clausura 2003 (Rückrunde) unter der Bezeichnung CF Colibries.

## Liguillas der Apertura 2002

### Viertelfinale
|                    | Gesamt |                     | Hinspiel | Rückspiel |
| ------------------ | ------ | ------------------- | -------- | --------- |
| Chivas Guadalajara | 2:4    | Deportivo Toluca FC | 2:1      | 0:3       |
| Cruz Azul          | 2:3    | UNAM Pumas          | 0:0      | 2:3       |
| Tecos de la UAG    | 2:7    | Monarcas Morelia    | 1:3      | 1:4       |
| Santos Laguna      | 5:4    | Club América        | 3:3      | 2:1       |

Einer der spannungsgeladenen Höhepunkte des Viertelfinals war der Clásico Chilango, das Duell der Hauptstadtvereine Cruz Azul und UNAM Pumas.

### Halbfinale
|                  | Gesamt |                     | Hinspiel | Rückspiel |
| ---------------- | ------ | ------------------- | -------- | --------- |
| Santos Laguna    | 4:7    | Deportivo Toluca FC | 3:5      | 1:2       |
| Monarcas Morelia | 5:2    | UNAM Pumas          | 4:0      | 1:2       |

### Finale
|                  | Gesamt |                     | Hinspiel | Rückspiel |
| ---------------- | ------ | ------------------- | -------- | --------- |
| Monarcas Morelia | 2:4    | Deportivo Toluca FC | 1:0      | 1:4       |

## Liguillas der Clausura 2003

### Repechaje (Qualifikation)
|           | Gesamt |                    | Hinspiel | Rückspiel |
| --------- | ------ | ------------------ | -------- | --------- |
| Cruz Azul | 5:5    | Chivas Guadalajara | 4:1      | 1:4       |

Der der Gruppe 4 zugeloste CD Guadalajara landete trotz seiner 31 Punkte nur auf dem dritten Platz dieser Gruppe, weil Atlante (34) und Veracruz (32) ebenfalls zur Gruppe 4 gehörten. Dagegen landete Cruz Azul mit 24 Punkten auf dem zweiten Platz der Gruppe 3, so dass die beiden Mannschaften sich zur Vorausscheidung in der Repechaje miteinander messen mussten. Nachdem beide Mannschaften ihr Heimspiel jeweils mit 4:1 gewannen, entschied zur Qualifikation für das Viertelfinale letztendlich doch der bessere Punktestand von Chivas Guadalajara.

### Viertelfinale
|                          | Gesamt |                  | Hinspiel | Rückspiel |
| ------------------------ | ------ | ---------------- | -------- | --------- |
| Atlas Guadalajara        | 3:4    | CF Monterrey     | 1:1      | 2:3       |
| Chivas Guadalajara       | 3:5    | Monarcas Morelia | 1:1      | 2:4       |
| Deportivo Toluca FC      | 3:4    | UANL Tigres      | 1:2      | 2:2       |
| Tiburones Rojos Veracruz | 2:1    | CF Atlante       | 1:1      | 1:0       |

Der Meister der Apertura 2002 scheiterte bereits im Viertelfinale, hauptsächlich aufgrund einer Heimniederlage.

### Halbfinale
|                          | Gesamt |                  | Hinspiel | Rückspiel |
| ------------------------ | ------ | ---------------- | -------- | --------- |
| Tiburones Rojos Veracruz | 1:2    | Monarcas Morelia | 1:0      | 0:2       |
| UANL Tigres              | 3:5    | CF Monterrey     | 1:4      | 2:1       |

Höhepunkt des Halbfinals war der Clásico Regiomontano, das Stadtderby zwischen den Rayados Monterrey und den Tigres de la UANL.

### Finale
|              | Gesamt |                  | Hinspiel | Rückspiel |
| ------------ | ------ | ---------------- | -------- | --------- |
| CF Monterrey | 3:1    | Monarcas Morelia | 3:1      | 0:0       |

Wie bereits in der Apertura, erreichte Morelia auch in der Clausura die Finalspiele – und unterlag abermals.